# Helena Rasiowa
Helena Rasiowa (Viena,  20 de junio de 1917 - Varsovia,  9 de agosto de 1994) fue una matemática polaca, que trabajó en los fundamentos de las matemáticas y en lógica algebraica.

## Trayectoria

### Primeros años
Rasiowa nació en Viena el 20 de junio de 1917 de padres polacos. Cuando Polonia recuperó su independencia en 1918, la familia se estableció en Varsovia. El padre de Rasiowa era especialista en ferrocarriles y de clase alta. Su conocimiento y experiencia lo llevaron a asumir puestos muy importantes en la administración ferroviaria.. Ella mostró desde siempre muchas habilidades e intereses, desde la música a los negocios, y de modo especial hacia las matemáticas.
En 1938, el momento no era propicio para entrar en la universidad y Rasiowa tuvo que interrumpir sus estudios, ya que fue suspendida la educación legal en Polonia a partir de 1939. Muchas personas huyeron de las grandes ciudades del país, que eran objeto de bombardeos alemanes. La familia de Rasiowa también huyó de Varsovia, y como la mayoría de los altos cargos de la administración y miembros del gobierno fueron evacuados a Rumanía. La familia pasó un año en Lviv. Tras la invasión soviética, en septiembre de 1939, la ciudad fue tomada por la Unión Soviética y las vidas de muchos polacos se pusieron en peligro, así que el padre de Rasiowa decidió volver a Varsovia.

### Desarrollo académico
Rasiowa tuvo una gran influencia de los lógicos polacos. Escribió su tesis de doctorado bajo la supervisión de Jan Łukasiewicz y Apresurasław Sobociński. En 1944, estalló el alzamiento de Varsovia y la ciudad fue  destruida casi completamente. La tesis de Rasiowa se quemó al arder su casa. Ella sobrevivió, junto con su madre, en una bodega cubierta por las ruinas del edificio destruido.
Una vez finalizada la guerra, los matemáticos polacos comenzaron a recuperar sus instituciones y a reagruparse en torno a ellas. Los que sobrevivieron consideraron su deber reconstruir las universidades polacas y la comunidad científica. Una de las más importantes condiciones para esta reconstrucción era juntar a todos aquellos que podían participar en el resurgir de las matemáticas. Mientras tanto, Rasiowa había aceptado un puesto de profesora en una escuela secundaria. Allí conoció a Andrzej Mostowski y volvió a la universidad. Reescribió su tesis en 1945 y al año siguiente comenzó su carrera académica como ayudante en la Universidad de Varsovia, institución a la que permaneció ligada el resto de su vida.
En la universidad preparó y defendió su tesis Algebraic Treatment of the Functional Calculi of Lewis and Heyting, en 1950, bajo a dirección del profesor Andrzej Mostowski. Con esta tesis sobre lógica algebraica inició su contribución a la escuela de lógica de Lviv-Varsovia. En 1956, logró su segundo grado académico, doktor nauk (equivalente a la habilitación) en el Instituto de Matemáticas de la Academia Polaca de Ciencias, donde entre 1954 y 1957 tuvo un puesto de profesora asociada, convirtiéndose en profesora en 1957 y en profesora plena en 1967. Para el grado presentó dos artículos, Algebraic Models of Axiomatic Theories y Constructive Theories, que juntos formaron la tesis llamada Algebraic Models of Elementary Theories and their Applications.
Rasiowa escribió más de 100 artículos, libros y monografías. También supervisó las tesis doctorales de más de 20 estudiantes. Sin embargo, sus contribuciones no se limitaron a la investigación. Ayudó a crear la revista Fundamenta Informaticae, de la que fue editora jefe desde su creación en 1977 hasta su muerte en 1994. Además también fue editora colectiva de Studia Logica desde 1974 y, desde 1986, editora asociada de la revista Journal of Approximate Reasoning.

## Obras
- The Mathematics of Metamathematics (1963, con Roman Sikorski)
- An Algebraic Approach to No-Classical Logics (1974)